# Саадуллаев, Асхаб Ахмедович
Асхаб Ахмедович Саадуллаев (2 июля 2000, с. Бетти-Мохк, Ножай-Юртовский район, Чечня, Россия) — российский борец вольного стиля. Призёр чемпионатов России.

## Спортивная карьера
Чеченец.
Является воспитанником хасавюртовской школы имени братьев Ирбайхановых, где тренируется у Арслудина Батаева и Бекхана Гойгереева. В сентябре 2021 года в Минске на Гран-При Александр Медведь в полуфинале проиграл Аде Багомедову — 4:9, а в схватке за бронзу одолел у Шамиля Магомедова — 3:2. В конце апреля 2022 года в станице Преградная Карачаево-Черкесии, победив в финале Алихан Кцоева из Северной Осетии, стал серебряным призёром Всероссийского турнира среди борцов до 24 лет. В середине июля 2022 года в Агвали, одолев в финале Гаджимурада Кадилова, победил на всероссийском турнире памяти Героя Советского Союза Кади Абакарова. 29 сентября 2022 года в Ханты-Мансийске в финале Первенства России среди молодёжи U-23 победив у Шамиль-Имама Гаджиалиева из Дагестана, стал победителем турнира. 8 июля 2022 года ему было присвоено звание мастер спорта России. 22 июля 2023 года в полуфинале чемпионата России в Каспийске уступил Владислав Валиеву из Северной Осетии. 23 июня 2023 года в схватке за 3 место одолел Ивана Кириллова из Кемеровской области, став бронзовым призёром чемпионата России. 1 мая 2024 года в Подмосковье на чемпионате России, в финале уступив Алану Багаеву, стал серебряным призёром.

## Спортивные результаты
- Первенство России по вольной борьбе среди молодёжи U23 2022 — ;
- Чемпионат России по вольной борьбе 2023 — ;
- Чемпионат России по вольной борьбе 2024 — ;
- Чемпионат России по вольной борьбе 2025 — ;